# Эннесли, Джеймс, 3-й граф Англси
Джеймс Эннесли, 3-й граф Англси (англ. James Annesley, 3rd Earl of Anglesey; 3 июля 1674 — 21 января 1702) — англо-ирландский пэр.

## Биография
Родился 3 июля 1674 года. Старший сын Джеймса Эннесли, 2-го графа Англси (1645—1690), и его жены Элизабет Меннерс (? — 1700), дочери Джона Меннерса, 8-го графа Ратленда. Он получил образование в колледже Крайст-черч Оксфордского университета, в который он поступил 15 июля 1690 года.
6 апреля 1690 года после смерти своего отца 15-летний Джеймс Эннесли унаследовал титулы 3-го графа Англси из Уэльса (Пэрство Англии), 3-го барона Эннесли из Ньюпорт-Пагнела в Бакингемшире (Пэрство Англии), 4-го виконта Валентия в графстве Керри (Пэрство Ирландии), 4-го барона Маунтнорриса из Маунтнорриса в графстве Арма (Пэрство Ирландии) и 4-го баронета Эннесли из Маунтнорриса в графстве Арма (Баронетство Ирландии).
28 октября 1699 года в Вестминстерском аббатстве, Вестминстер, Лондон, Джеймс Эннесли женился на леди Кэтрин Дарнли (ок. 1681/1682 — 13 марта 1743), незаконнорожденной дочери короля Англии Якова II от Кэтрин Седли, графини Дорчестер. У них была дочь:
- Леди Кэтрин Эннесли (январь 1701 — 18 января 1735/1736)[1], в 1718 году она вышла замуж за Уильяма Фиппса (1698—1729/1730).

Супруги были официально разлучены в июне 1701 года по причине жестокости графа Англси по отношению к своей жене. Граф Англси, страдавший от чахотки, скончался 21 января 1702 года в возрасте 27 лет, не оставив мужского потомства. Он был похоронен в Фарнборо, Хэмпшир, Англия.